# Alix de Montmorency
Alix de Montmorency († 25. Februar 1221) war eine französische Adlige des hohen Mittelalters und die Ehefrau des Anführers des Albigenserkreuzzugs, Simon de Montfort, 5. Earl of Leicester.

## Leben
Alix war eine Tochter des Burgherrn Bouchard IV. de Montmorency, der 1189 auf dem dritten Kreuzzug starb, und der Laurette von Hennegau. Über ihre Großmutter väterlicherseits stammte sie von der anglo-normannischen Herrscherdynastie ab. Ihre Familie gehörte zum führenden Burgadel der Île-de-France und verfügte über hohen Einfluss am königlichen Hof. Wahrscheinlich um 1190 wurde sie mit Simon de Montfort verheiratet, wenngleich sie erstmals in einer Stiftung an das Leprösenhospital von Grand-Beaulieu bei Chartres aus dem Februar 1199 urkundlich genannt wird. Aus ihrer Ehe gingen mindestens sechs, vielleicht auch acht Kinder hervor:
1. Amaury VII. de Montfort (* um 1199, † 1241).[1]
2. Guy de Montfort (* um 1199, † 4. April 1220): iure uxoris Graf von Bigorre.[1]
3. Amicia de Montfort († 20. Februar 1252): ⚭ mit Gaucher de Joigny († vor 1237), Sire von Châteaurenard.
4. Simon de Montfort (* um 1208, † 4. August 1265): Graf von Leicester und Lord High Steward von England.[2]
5. N. N. (* Februar 1211, † ?): Tochter, wurde Nonne im Zisterzienserkloster von Saint-Antoine-des-Champs bei Paris.[3] Wahrscheinlich identisch mit Pétronille.[4]
6. Robert de Montfort (*/† ?).[2]
7. Pétronille de Montfort (*/† ?): 1237 als Schwester ihres Bruders Simon genannt.[5]
8. Laure de Montfort (Filiation umstritten; † nach 1227): ⚭ mit Gerard II. de Picquigny, Vidame von Amiens.[6]

Alix stieß im März 1210 in Pézenas zu ihrem Mann, der im August 1209 zum Anführer des Albigenserkreuzzugs und Vizegraf von Béziers und Carcassonne erhoben wurde. Neben ihren ältesten Kindern führte sie dem Kreuzzugsheer sogleich eine Verstärkungstruppe zu. Im weiteren Verlauf des Feldzugs zur Eroberung der Grafschaft Toulouse gebar sie noch mindestens ein Kind, im Februar 1211, wahrscheinlich in Montréal, das von dem Predigerbruder Dominikus de Guzmán getauft wurde. Kurz darauf nahm sie den jungen aragónesischen Infanten Jakob I. in ihre familia auf, der im Zuge eines Ausgleichs ihres Mannes mit König Peter II. mit ihrer Tochter Amicia de Montfort verlobt worden war und nun der Sitte gemäß im Haus der Braut erzogen werden sollte. Im Frühjahr reiste sie zur Söldnerrekrutierung nach Nordfrankreich und führte im Juli 1212 ihrem Mann in Penne-d’Agenais eine Verstärkungstruppe zu. In ihrer Entourage befanden sich dabei unter anderem der Abt von Vaux-de-Cernay, Guy und dessen Neffe Pierre des Vaux-de-Cernay, welcher der inoffizielle Chronist des Albigenserkreuzzugs wurde. 
Am 24. Juni 1213 wurde Alix’ ältester Sohn Amaury in Castelnaudary in einer religiösen Zeremonie die Schwertleite erteilt und zum „Ritter Christi“ geweiht. Wenig später, am 12. September, siegte ihr Mann in der Schlacht bei Muret, in der König Peter II. fiel. Im April des folgenden Jahres musste sie daher den Infanten Jakob aus ihrem Haus entlassen und dessen Verlöbnis mit ihrer Tochter wurde aufgekündigt. Nachdem ihr Mann im Juli 1215 in Toulouse eingezogen war, konnte Alix im Château Narbonnais als Gräfin ihre Residenz beziehen. Auf dem vierten Laterankonzil im November 1215 wurde das Haus Montfort im Besitz der Grafschaft Toulouse bestätigt und im April 1216 konnte ihr Mann von König Philipp II. August die offizielle Belehnung entgegennehmen. Der Widerstand der okzitanischen Bevölkerung gegen die montfort’sche Herrschaft hielt jedoch an und als Simon zum Kampf in der Provence abwesend war, nutzte dies der alte Graf Raimund VI. aus, um am 13. September 1217 kampflos in Toulouse einzuziehen, dessen Bevölkerung sich augenblicklich gegen die französische Besatzung erhob. Alix konnte mit einigen Anhängern ihre Familie im Château Narbonnais verteidigen, verließ die Grafenburg allerdings kurz bevor sie vollständig von der Außenwelt abgeschnitten wurde. Nachdem sie eine Eilbotschaft zu ihrem Mann entsandt hatte, begab sie sich selbst direkt nach Nordfrankreich, um neue Truppen zu werben. Anfang Mai 1218 kehrte sie mit Hilfstruppen nach Toulouse zurück, das inzwischen von ihrem Mann belagert wurde. Am 25. Juni wurde er allerdings von einem Katapultgeschoss getötet. Noch im selben Monat tätigte Alix mit Zustimmung ihrer vier Söhne eine Schenkung zur Erinnerung an ihren Mann an die Zisterzienserabtei Notre-Dame du Val.
Alix wird letztmals im Oktober 1219 urkundlich erwähnt, als sie mit ihren zwei ältesten Söhnen Regelungen für den Unterhalt für das Grab ihres Mannes in der Kathedrale Saint-Nazaire von Carcassonne traf. Sie starb am 25. Februar 1221 und wurde in der Abtei von Hautes-Bruyères bestattet.
Von dem Kreuzzugschronisten Pierre des Vaux-de-Cernay wurde Alix wegen ihrer Frömmigkeit und Klugheit gepriesen und für ihre strenge Einhaltung der christlichen Ehemoral gelobt, die er als Gegenbeispiel zu der Raimunds VI. von Toulouse heranzog.